# Rhacocarpus chlorotus
Rhacocarpus chlorotus là một loài rêu trong họ Rhacocarpaceae. Loài này được Herzog mô tả khoa học đầu tiên năm 1916.